# Paul Guilfoyle
Pour l'acteur plus ancien, voir Paul Guilfoyle (acteur, 1902-1961).
Paul Guilfoyle, né le 28 avril 1949 à Boston, est un acteur américain. Il est connu pour avoir interprété le Capitaine Jim Brass dans la série Les Experts.

## Biographie
Il étudie à la Boston College High School, où il fut joueur de hockey. En 1977, il obtient un diplôme en économie de l'université Yale. Il suit une formation de l'Actors Studio avant de jouer dans de nombreuses productions de Broadway. Pendant douze ans, il fait partie du Theater Company of Boston où on le voit notamment dans les pièces Glengarry Glen Ross et The Basic Training of Pavlo Hummel de David Rabe (en).
Après son premier long-métrage en 1986, Howard... une nouvelle race de héros, il participe à de nombreuses productions cinématographiques, telles que Wall Street (1987), Madame Doubtfire (1993), L.A. Confidential (1997), Air Force One (1997), Amistad (1997). Il fait également des apparitions uniques dans plusieurs séries télévisées, comme Deux Flics à Miami ou Ally McBeal.
En 2000, Paul Guilfoyle décroche le rôle du Capitaine Jim Brass du LVPD dans la série Les Experts. Présent depuis le premier épisode, il quitte la série en 2014 après 14 saisons, par décision de la production.
Le 7 mai 2021, il est annoncé qu'il sera dans la nouvelle série qui est une suite directe des Experts, il jouera dans 2 épisodes.

### Vie privée
Il est marié à la chorégraphe Lisa Giobbi avec qui il a une fille, Snowden.

## Filmographie

### Cinéma
- 1975 : Next Door (en), court métrage d'Andrew Silver
- 1976 : The Murderer, court métrage d'Andrew Silver : Brock
- 1981 : The Dark End of the Street de Jan Egleson
- 1986 : Howard... une nouvelle race de héros de Willard Huyck : Lieutenant Welker
- 1986 : Billy Galvin (en) de John Gray : Nolan
- 1987 : Le Flic de Beverly Hills 2 de Tony Scott : Nikos Thomopolis
- 1987 : Trois Hommes et un bébé de Leonard Nimoy : Vince
- 1987 : Wall Street d'Oliver Stone : Stone Livingston
- 1988 : L'Emprise des ténèbres de Wes Craven : Andrew Cassedy
- 1989 : Big Time de Jan Egleson : Ted
- 1989 : Raiders (Dealers) de Colin Bucksey : Lee Peters
- 1990 : The Local Stigmatic de David F. Wheeler : Ray
- 1990 : Cadillac Man de Roger Donaldson : Little Jack Turgeon
- 1991 : True Colors de Herbert Ross : John Laury
- 1992 : Sang chaud pour meurtre de sang-froid de Phil Joanou : Mike O'Brien
- 1992 : Hoffa de Danny DeVito : Ted Harmon
- 1993 : Naked in New York de Daniel Algrant : Roman, père de Jake
- 1993 : Chassé-croisé de Warren Leight : Vendeur de nid de moineau
- 1993 : Madame Doubtfire de Chris Columbus : Head Chef
- 1994 : Mother's Boys de Yves Simoneau : Mark Kaplan, avocat de Robert
- 1994 : Little Odessa de James Gray : Boris Volkoff
- 1994 : Quiz Show de Robert Redford : Lishman
- 1995 : Gospa de Jakov Sedlar : Miodrag Dobrovic
- 1995 : Café Society de Raymond De Felitta : Anthony Liebler
- 1996 : Looking for Richard, documentaire de Al Pacino : Deuxième meurtrier
- 1996 : Manny & Lo de Lisa Krueger : Propriétaire
- 1996 : Un divan à New York de Chantal Akerman : Dennis
- 1996 : Celtic Pride de Tom DeCerchio : Kevin O'Grady
- 1996 : Vengeance froide de Phil Joanou : Détective Magelli
- 1996 : Striptease d'Andrew Bergman : Malcolm Moldovsky
- 1996 : Mesure d'urgence de Michael Apted : Dr Jeffrey Manko
- 1997 : Dans l'ombre de Manhattan de Sidney Lumet : McGovern
- 1996 : La Rançon de Ron Howard : Wallace
- 1997 : L.A. Confidential de Curtis Hanson : Meyer Harris "Mickey" Cohen
- 1997 : Air Force One de Wolfgang Petersen : Lloyd "Shep" Shepherd
- 1997 : Amistad de Steven Spielberg : Avocat
- 1997 : Peppermills, court métrage de Isabel Hegner : Propriétaire du restaurant
- 1998 : Primary Colors de Mike Nichols : Howard Ferguson'
- 1998 : Négociateur de F. Gary Gray : Nathan Roenick (non crédité)
- 1998 : Pur et dur de Bruno Barreto : Frankie "Hot" Salvino
- 1999 : Prémonitions de Neil Jordan : Détective Jack Kay
- 1999 : Entropy de Phil Joanou : Andy
- 1999 : Ma mère, moi et ma mère de Wayne Wang : George Franklin
- 1999 : L'Ombre d'un soupçon de Sydney Pollack : Dick Montoya
- 2000 : Blessed Art Thou de Tim Disney : Francis
- 2000 : Company Man de Peter Askin et Douglas McGrath : Officier Hickle
- 2001 : Hemingway, the Hunter of Death de Sergio Dow : Alex Smith
- 2001 : Session 9 de Brad Anderson : Bill Griggs
- 2002 : Pharaoh's Heart de Sara Pratter : Angelo
- 2004 : Tempesta de Tim Disney : Taddeo Rossi
- 2008 : American Violet (en) de Tim Disney : le juge Belmont
- 2015 : Spotlight de Tom McCarthy : Pete Conley
- 2016 : Pandemic de John Suits : Dr Greer
- 2021 : Don't Look Up : Déni cosmique (Don't Look Up) d'Adam McKay : le lieutenant-général Themes
- 2024 : Arthur the King de Simon Cellan Jones : Charlie

### Télévision

#### Téléfilms
- 1981 : Ephraim McDowell's Kentucky Ride de Francis Gladstone
- 1981 : The Dark End of the Street de Jan Egleson
- 1988 : Police des polices (Internal Affairs) de Michael Tuchner : The Watcher
- 1990 : Curiosity Kills de Colin Bucksey : Ortley
- 1991 : The Great Pretender de Gus Trikonis : Brinkman
- 1991 : Darrow de John David Coles : Bert Franklin
- 1991 : Cas de conscience (Kojak: Fatal Flaw) de Richard Compton : Hood
- 1992 : Notorious de Colin Bucksey : Norman Prescott
- 1992 : Those Secrets de David Manson : Leonard
- 1992 : L'Exxon Valdez de Paul Seed : Commandant Steve Mccall de l'US Coast Guard
- 1993 : Anna Lee: Headcase de Colin Bucksey : Dr Frank
- 1993 : Class of '61 de Gregory Hoblit
- 1994 : Amelia Earhart, le dernier vol d'Yves Simoneau : Paul Mantz
- 1996 : September de Colin Bucksey : Conrad
- 1997 : Path to Paradise: The Untold Story of the World Trade Center Bombing de Leslie Libman et Larry Williams : Lou Napoli
- 1998 : Le Retour de l'inspecteur Logan (Exiled) de Jean de Segonzac : Détective Sammy Kurtz
- 2002 : En direct de Bagdad de Mick Jackson : Ed Turner
- 2003 : Coyote Waits de Jan Egleson : Jay Kennedy, FBI

#### Séries télévisées
- 1986 : American Playhouse (1 épisode)
- 1986 : Les Incorruptibles de Chicago : Tireur dérangé (1 épisode)
- 1987 : Spenser : Ross Bates (1 épisode)
- 1987-1989 : Deux Flics à Miami : Divers rôles (2 épisodes)
- 1988 : Aline et Cathy : Benny Rinaldi (1 épisode)
- 1988 : Un flic dans la mafia (Wiseguy) : Calvin Hollis (3 épisodes)
- 1989 : Unsub : Joe (1 épisode)
- 1989 : Equalizer : Max Gorman (1 épisode)
- 1989 : A Man Called Hawk : Stan (1 épisode)
- 1990 : Against the Law : Shraker (1 épisode)
- 1990 : New York, police judiciaire (Law and Order) : Anthony Scalisi (1 épisode)
- 1991 : Guerres privées : Jerry Bennett (1 épisode)
- 1991 : Unnatural Pursuits : Larry Leitz (1 épisode)
- 1993 : Fallen Angels : Steve Prokowski (1 épisode)
- 1994 : MANTIS : Michael Rompath (1 épisode)
- 1994-1997 : New York Undercover : Divers rôles (2 épisodes)
- 1996 : Central Park West : Détective (2 épisodes)
- 1996 : Burning Zone : Menace imminente (The Burning Zone) : Dr Arthur Glyndon (1 épisode)
- 1998 : Ally McBeal : Harold Lane (1 épisode)
- 2000 : Un agent très secret : Ed Bernstadt (1 épisode)
- 2000 : Secret Agent Man (Secret Agent Man) : Roan Brubeck
- 2000-2014 : Les Experts : Capitaine Jim Brass du LVPD
- 2001 : Les Nuits de l'étrange : John (1 épisode)
- 2005 : La Ligue des justiciers : The Warlord / Travis Morgan (voix) (1 épisode)
- 2015 : Den fjärde mannen (mini-série) : Liska
- 2016 : Colony : Quayle
- 2017 : Blindspot : Rosmond Ott : (saison 3, épisode 4)
- 2019 : The Morning Show : Reid (1 épisode)
- 2020 : Star Trek: Discovery : Carl (2 épisodes)
- 2021 : CSI: Vegas : Jim Brass (2 épisodes)

#### Musique
- 2004 : Broken Wings, clip d'Alter Bridge

## Jeux vidéo
- 2003 : Les Experts : Capitaine Jim Brass du LVPD
- 2004 : Les Experts : Meurtres à Las Vegas : Capitaine Jim Brass
- 2006 : Les Experts : Las Vegas - Crimes en série : Capitaine Jim Brass
- 2007 : Les Experts : Morts programmées : Capitaine Jim Brass
- 2009 : Prototype : Dr Raymond McMullen
- 2009 : Les Experts : Préméditation : Capitaine Jim Brass
- 2010 : Les Experts : Complot à Las Vegas : Capitaine Jim Brass

## Voix francophones
En France, François Dunoyer est la voix la plus régulière de Paul Guilfoyle, le doublant depuis la série Les Experts.
Au Québec, Marc Bellier lui a prêté sa voix à trois reprises.

## Distinctions

### Récompenses
- Screen Actors Guild Awards 2005 : Meilleure distribution pour une série télévisée dramatique pour Les Experts

### Nominations
- Screen Actors Guild Awards 2002 : Meilleure distribution pour une série télévisée dramatique pour Les Experts
- Screen Actors Guild Awards 2003 : Meilleure distribution pour une série télévisée dramatique pour Les Experts
- Screen Actors Guild Awards 2004 : Meilleure distribution pour une série télévisée dramatique pour Les Experts